# ماورو مينا
ماورو مينا (بالإسبانية: Mauro Mina)‏ مواليد 12 نوفمبر 1933 في بيرو - الوفاة 01 يونيو 1993، كان ملاكم بيروفي سابق صنّف ضمن فئة الوزن الثقيل.

## إحصائيات
خاض خلال مسيرته 58 نزالا، فاز في 52 وتعادل في 3 وخسر في 3. فاز بالضربة القاضية في 25 نزالا.

## روابط خارجية
- ماورو مينا على موقع بوكس ريك (الإنجليزية) (registration required)